# Pelzer (Caroline du Sud)
Pour les articles homonymes, voir Pelzer.
Pelzer est une ville située dans le comté d'Anderson, dans l’État de Caroline du Sud, aux États-Unis. Lors du recensement de 2020, elle comptait 1 344 habitants.